# Associació Catalana de Rugby Lliga
L'Associació Catalana de Rugbi Lliga (ACRL) és l'organisme que regula i organitza l'esport del rugbi lliga o rugbi a 13 a Catalunya. Des del mes d'agost de 2008 forma part de la Federació Europea de Rugbi Lliga.
L'ACRL té com a objectius el desenvolupament, el foment, la difusió i la promoció del rugbi XIII a Catalunya. Amb aquesta intenció va organitzar la primera competició oficial a mitjans de 2008, la Copa Catalunya, que va guanyar el FC Barcelona, i a mitjans de 2009 va organitzar la primera lliga universitària i el primer Campionat de Catalunya de Rugby Lliga, amb la partipació de 9 equips i l'objectiu de crear una competició estable.
A nivell internacional, l'associació va promoure el debut de la selecció catalana en un partit amb la selecció del Marroc a Perpinyà, i posteriorment també ha fet debutar la selecció catalana universitària en un partit a Leeds. El primer campionat oficial on va participar la selecció catalana va ser l'Euro Med Challenge, on va competir amb les seleccions del Marroc i Bèlgica.
L'any 2010 va organitzar el segon campionat de Catalunya, que va guanyar el BUC. L'Associació compta amb el suport i l'experiència dels Dragons Catalans de Perpinyà per aconseguir que aquest esport arreli a tot Catalunya.